# Ghosted (2009)
Ghosted ist ein deutsch-taiwanischer Spielfilm der Hamburger Regisseurin Monika Treut aus dem Jahr 2009.

## Handlung
Um den plötzlichen, ungeklärten Tod ihrer Freundin und Geliebten Ai-ling zu verarbeiten, reist die Hamburger Künstlerin Sophie nach Taiwan. Auf einer Ausstellung dazu in Taipeh begegnet sie der geheimnisvollen Journalistin Mei-li, die angeblich für eine taiwanische Zeitung den Tod Ai-lings recherchiert und dabei keine Chance ungenutzt lässt, Sophie näher zu kommen. Sophie lehnt es zwar kategorisch ab, Interviews zu geben, doch kann sie Mei-li nicht davon abhalten, trotzdem immer wieder auf sie zuzugehen. Schließlich sucht Mei-li Sophie in ihrem Hotel auf und bietet ihr an, Taipeh zu zeigen, wie es Touristen normalerweise nicht erleben. Sie meint, das werde Sophie gut tun und die Geister der Vergangenheit vertreiben. So ziehen sie gemeinsam durch die Stadt, beobachten eine Schulklasse, wie sie militärisch organisiert ihrer Lehrerin folgt, begegnen einer daoistischen Tempelparade und sehen sich auf einem Nachtmarkt um. Zum Essen lassen sie sich an einem Imbiss nieder, wo sich Sophie einheimischen Gerichten stellt. Hier beginnt sie Mei-li von ihrer Beziehung zu Ai-ling zu erzählen:
Sophie hat Ai-ling in Hamburg kennen gelernt, als diese dort zu Besuch war und etwas über ihren verstorbenen Vater erfahren wollte. Sie hatte ihn nie richtig kennengelernt und hoffte, dass ihr Onkel ihr mehr über ihn erzählen könnte. Sophie und Ai-ling lernten sich bei einem Kinobesuch kennen und unterhielten sich in Englisch, weil keiner die Sprache des anderen beherrschte. Noch am selben Tag haben sie sich ineinander verliebt und kurz darauf ist Ai-ling zu Sophie gezogen. Zumindest die erste Zeit waren sie grenzenlos glücklich miteinander. Als Sophie Ai-ling sagte, dass sie sich nicht so sehr abhängig machen sollte, verstand Ai-ling das falsch und begann, misstrauisch zu werden. Das trieb sie abends dazu, allein in eine Singlebar für Frauen zu gehen, während Sophie beruflich in Berlin zu tun hatte. In der Bar lernte sie Katrin Bendersen kennen, der sie jedoch zunächst eine Abfuhr erteilte.
Im Anschluss an die Schilderung gesteht Mei-li Sophie, dass sie sich ihr sehr nahe fühlt, aber Sophie ist noch nicht für eine neue Beziehung bereit. Die Erinnerung an Ai-ling ist noch zu stark. Als Sophie von Taipeh wieder nach Deutschland abreist, folgt Mei-li ihr kurzerhand. In Hamburg gesteht sie ihr, dass sie nur noch an sie denken könne. Mei-li scheint jedoch nicht nur an Sophie interessiert zu sein, sondern stellt in Hamburg Nachforschungen an, wie Ai-ling gestorben ist und ob Sophie etwas damit zu tun gehabt haben könnte. Aus den Nachrichten erfährt sie vom Suizid von Katrin Bendersen, deren Name ihr im Zusammenhang mit Ai-lings Unfall-Tod begegnet war.
In einer weiteren Rückblende ist zu erfahren, dass Ai-Ling später zusammen mit Katrin Bendersen in Sophies Wohnung gehen will. Auf dem Weg dorthin ruft Sophie sie an und teilt ihr mit, dass sie in zwanzig Minuten am Hauptbahnhof sei. Als Ai-ling sich von Katrin losreißt, gerät sie vor ein Auto.
Sophie hat inzwischen zu Mei-li recherchiert und herausgefunden, dass sie gar keine Journalistin ist und auch nicht bei der Zeitung in Taipeh arbeitet. Sophie will sie zur Rede stellen und wissen, wer sie geschickt habe, aber Mei-ling antwortet ihr nicht. Nachdem ihre Nachforschungen ergeben, dass weder eine Mei-li in Deutschland ein- noch in Taipeh ausgereist ist, fährt sie noch einmal nach Taipeh, um mit Ai-lings Mutter zu sprechen und die rätselhaften Vorgänge zu verstehen. Sie kommt gerade recht zu einer Gedenkfeier für Ai-ling, bei der nach taiwanesischer Tradition Geld für die Verstorbenen verbrannt wird, damit deren Geister die Hinterbliebenen in Ruhe lassen. Während der Zeremonie meint Sophie Ai-ling zu sehen, wie sie sich von allen entfernt.

## Hintergrund
Ghosted vereint die traditionellen Geistergeschichten der taiwanischen Kultur und das Motiv des Doppelgängers aus der europäischen Romantik und ist die erste deutsch-taiwanische Koproduktion. Monika Treut produzierte den Film mit ihrer Produktionsfirma Hyena Films in Koproduktion mit Chi & Company, PTS, Taiwan, sowie ZDF/3sat. Der Film wurde in Hamburg und Taipeh gedreht. Der Kinostart in Deutschland war am 30. April 2009. Die Premiere war am 7. Februar 2009 auf der Berlinale. Die internationale Premiere fand am 21. März auf dem Melbourne Queer Festival statt.

## Kritiken
Birgit Glombitza bei Spiegel.de wertete: „Monika Treuts neuer Film ‚Ghosted‘ leistet Trauerarbeit mit den Mitteln des Kinos. Und ist eine weitgespannte Bilderreise in eine fremde Kultur, um das eigene Seelenleben zu erkunden.“ Die Filmemacherin begibt sich dabei „auf fremdes, vordergründig mystisches Terrain. Und das nicht mit dem Sicherheitsabstand des Dokumentarischen, sondern mit einer Fiktion, die selbst ein bisschen gespenstisch zwischen Lebenswelten und Kulturen, zwischen Sehnsüchten und Projektionen wandelt.“
„Mit ‚Ghosted‘ ist Regisseurin Monika Treut ein faszinierendes Kinostück gelungen“, befand Christian Horn bei filmstarts.de.
Silvy Pommerenke von AVIVA-Berlin meinte: „Die neue Monika Treut tut richtig gut, und sie vermittelt – neben der spannenden und mystischen Rahmenhandlung, die die Grenze von Fiktion und Realität manches Mal verwischt – ein tiefsinniges Porträt von Taiwan, das zwischen Moderne und Tradition hin- und hergerissen ist. Trotz aller kultureller Unterschiede zeigt der Film jedoch vor allem eines: Liebe ist universell und kümmert sich nicht um gesellschaftliche Normen.“
Volker Robrahn von filmszene.de schrieb anerkennend: „Absolut auf Spielfilmniveau und zwar auf einem ganz ausgezeichneten bewegt sich aber die Geschichte, der es trotz einer sehr ruhigen Inszenierung gelingt eine fast hypnotische Spannung aufzubauen und die zudem durch ausgefeilte, fein gezeichnete Charaktere zu überzeugen weiß…“

## Auszeichnungen
Der Film erhielt den Special Achievement Award des Gay and Lesbian Filmfestivals in Turin, 2009.